# Četnické humoresky v Salonu republiky

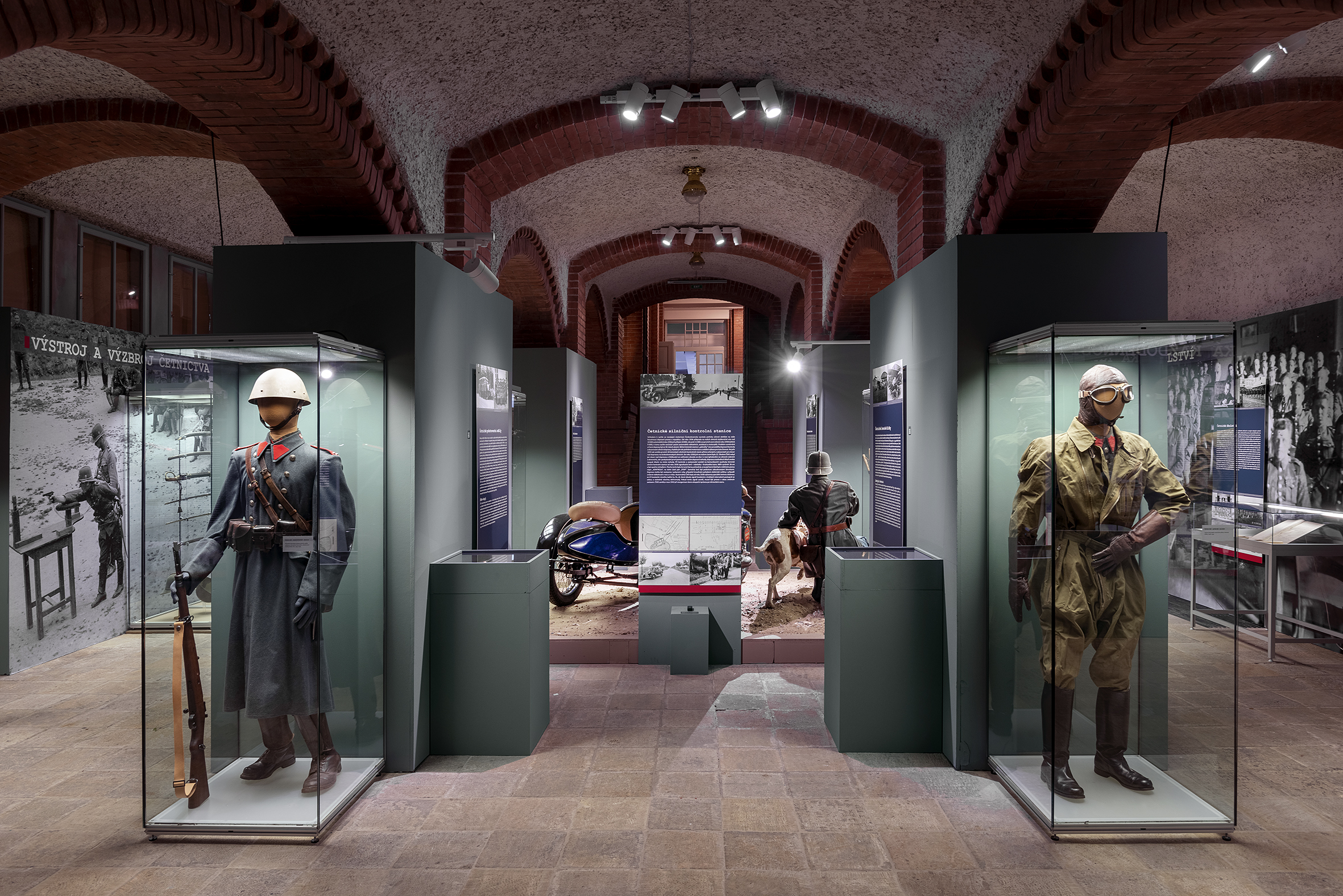
Výstava Četnické humoresky v Salonu republiky

Četnické humoresky v Salonu republiky je název výstavy věnované problematice československého četnictva konané v Muzeu východních Čech v Hradci Králové od 15. října 2022 do 26. března 2023.
Název výstavy vychází z pojmenování Hradce Králové "Salon republiky", které vzniklo v meziválečném období, tedy v době, kdy četnický sbor fungoval. Název zároveň odkazuje na to, že osudy a případy představené v seriálu Četnické humoresky jsou inspirovány příběhy a osobami z četnické pátrací stanice v Hradci Králové, případně z okolí.
Autory výstavy byli Jan Hrubecký a Miloš Bernart.
Otevření výstavy se zúčastnil policejní historik Michal Dlouhý i režisérka Pavlína Moskalyková, která seriál dokončovala. V rámci programu byla také přemístěna pamětní deska Josefa Arazima z chybně vybraného místa na správné. V roce 2016 byla deska umístěna na budovu bývalé Salavcovy vinárny na náměstí 5. května v Hradci Králové. Nově je k vidění na budově někdejší četnické stanice v Hradci Králové na třídě Československé armády (č.p. 284), která byla v provozu 1928 až 1936. O přemístění na správné místo se výrazně zasloužil i ředitel Muzea východních Čech Petr Grulich, Obec legionářská v Hradci Králové a autoři výstavy.

## Obsah výstavy
Výstava měla čtyři tematické části:

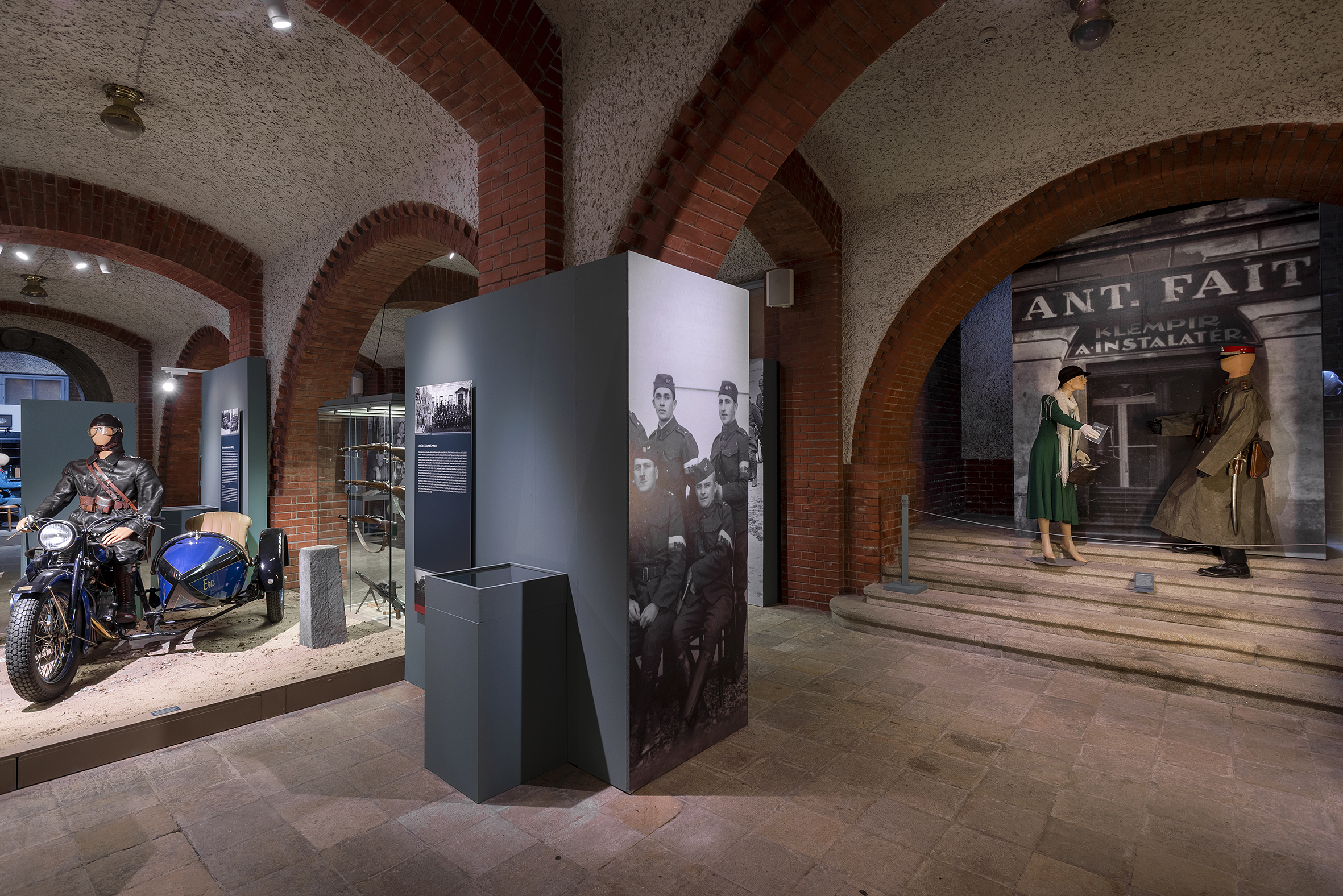

- četnictvo jako primární bezpečnostní sbor první republiky, včetně každodenního života
- pietní část připomínající padlé četníky ("Slavín četnictva")
- seriál Četnické humoresky
- četníci v Hradci Králové a nejen osoby, které se staly předobrazy pro hrdiny televizního seriálu, srovnání seriálové představy a reality[1]

Součástí výstavy bylo také pět dioramat: výjezd četnické pátrací stanice, pohled do kasáren, kancelář velitele, Stráž obrany státu a četník kontrolující prostitutku.
Představen byl nadčasový přínos četnictva kriminalistickým vědám, vystaveny jsou zbraně a výstroj četnictva. Návštěvník se dozvěděl, že až do roku 1935 četnictvo vykonávalo také funkci horské služby, a mohl spatřit přes 100 dobových fotografií, většinou dosud nepublikovaných. Mezi zajímavé exponáty patřila např. kniha, kterou vlastnil K. H. Frank. Většina vystavených předmětů pocházela ze soukromých sbírek. Významnou část exponátů zapůjčilo také Muzeum Četnická stanice z Chlumce nad Cidlinou.
Důležitým doplňkem výstavy byla videa a vyprávění, která si člověk mohl zobrazit pomocí načtení QR kódu. Díky dobově oděným hercům známým ze zmíněného seriálu Četnické humoresky se odvíjí příběh četnických postav, hospodyně na četnické stanici a manželky četníka. Tato nadstavbová část byla vytvořena výhradně pro tuto výstavu. Výstava obsahuje i rekonstrukci rozhlasového vysílání. Dobové hlášení rozhlasu nově namluvil Zdeněk Junák, rovněž herec z Četnických humoresek, který pro výstavu namluvil i pietní část připomínající padlé četníky.

## Četnické stanice v Hradci Králové
Četnická pátrací stanice v Hradci Králové vznikla stejně jako jiné pátrací stanice roku 1928. Jiné četnické útvary však v Hradci Králové sídlily již od roku 1894. Během první republiky prošel četnický sbor organizační a kvalitativní proměnou, která je ilustrována i na hradeckém vývoji, kdy vedle četnické účtárny a běžných stanic (v Kuklenách, na Novém Hradci Králové či na Hlavním nádraží) vznikla četnická silniční kontrolní stanice Hradec Králové, která plnila úlohu dopravní policie. Vedle toho pátrací stanice řešila vážné kriminální případy, četnický pohotovostní oddíl potíral demonstrace a protistátní činnost. V Hradci Králové rovněž sídlila četnická letecká hlídka, která střežila vzdušný prostor východních Čech.
V roce 1937 v celém politickém okrese Hradec Králové, kde tehdy žilo na 90 tisíc obyvatel, působilo 45 četníků. Za rok zpracovali téměř 73 000 úředních spisů.

## Realita vs. seriál
Výstava mj. vysvětlovala rozdíly mezi realitou (předobrazy) a postavami v seriálu Četnické humoresky. Předobrazem Karla Arazima v seriálu byl Josef Arazim. Zatímco dle seriálu se jednalo o ruského legionáře, ve skutečnosti se jednalo o italského legionáře, když sloužil u tamního 33. střeleckého pluku. Absolvoval s ním veškeré význačné boje, např. o skalnatý masiv Doss Alto kóty 703 v září roku 1918.

## Četnický simulátor
Interaktivním doplněním se stal „četnický simulátor“, který vznikl výlučně pro potřeby výstavy. Na bázi modifikace počítačové hry ArmA 3 formou 3D simulace seznamuje návštěvníka s průběhem běžné četnické obchůzky koncem 30. let 20. století v československém pohraničí a se náležitostmi služebního postupu.
Hráč se ocitl jako strážmistr Lebeda z četnické stanice Dolní Lichtenwald (Dolní Světlá) v Lužických horách v roce 1937 na patrole po svěřeném úseku staničního obvodu. Brzy k němu přiběhne mladík z osady Juliovka (součást obce Krompach), který mu oznámí rvačku v místním hostinci. Hráč (strážmistr) se vydává prověřit oznámení a následně zjišťuje, zda ke rvačce opravdu došlo a čím byla motivována. Vzniká podezření na spáchání trestného činu, a proto dojde k zatčení a k přesunu útočníka na pátrací stanici.
Příběh i kulisy byly vytvořeny co nejvěrohodněji podle dobových reálií. Postavy jsou pojmenovány podle skutečných četníků, kteří na stanici sloužili.

## Galerie

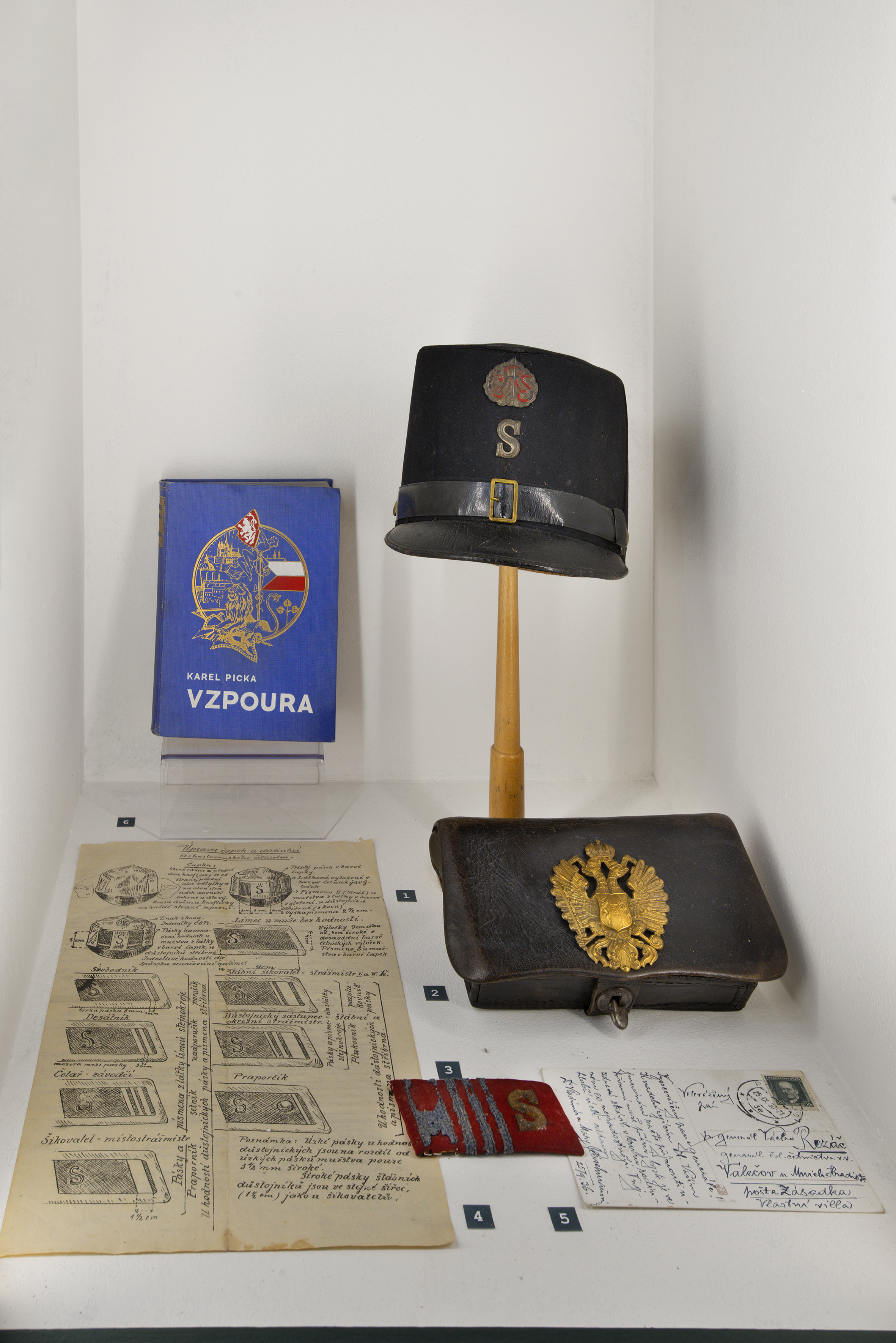
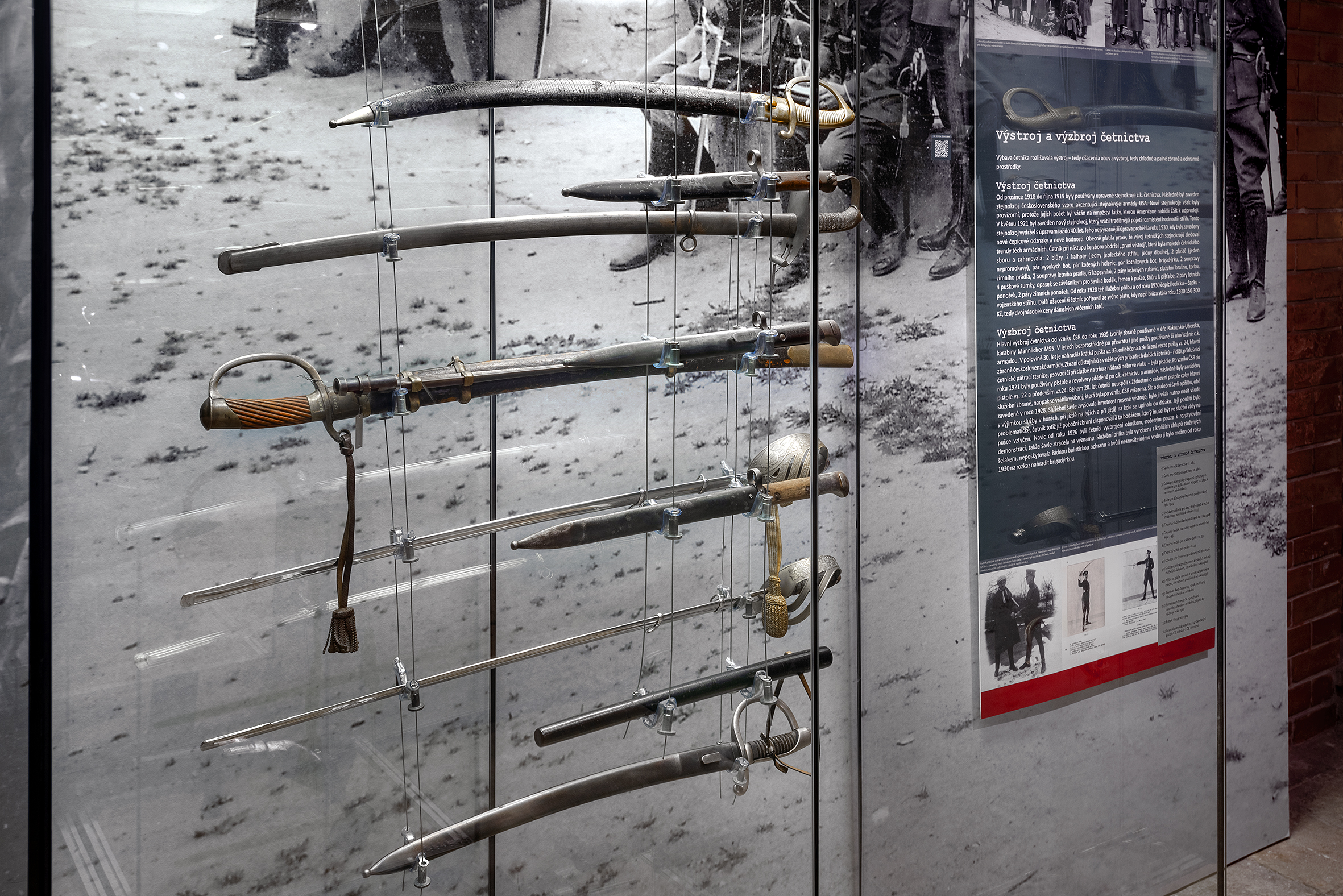
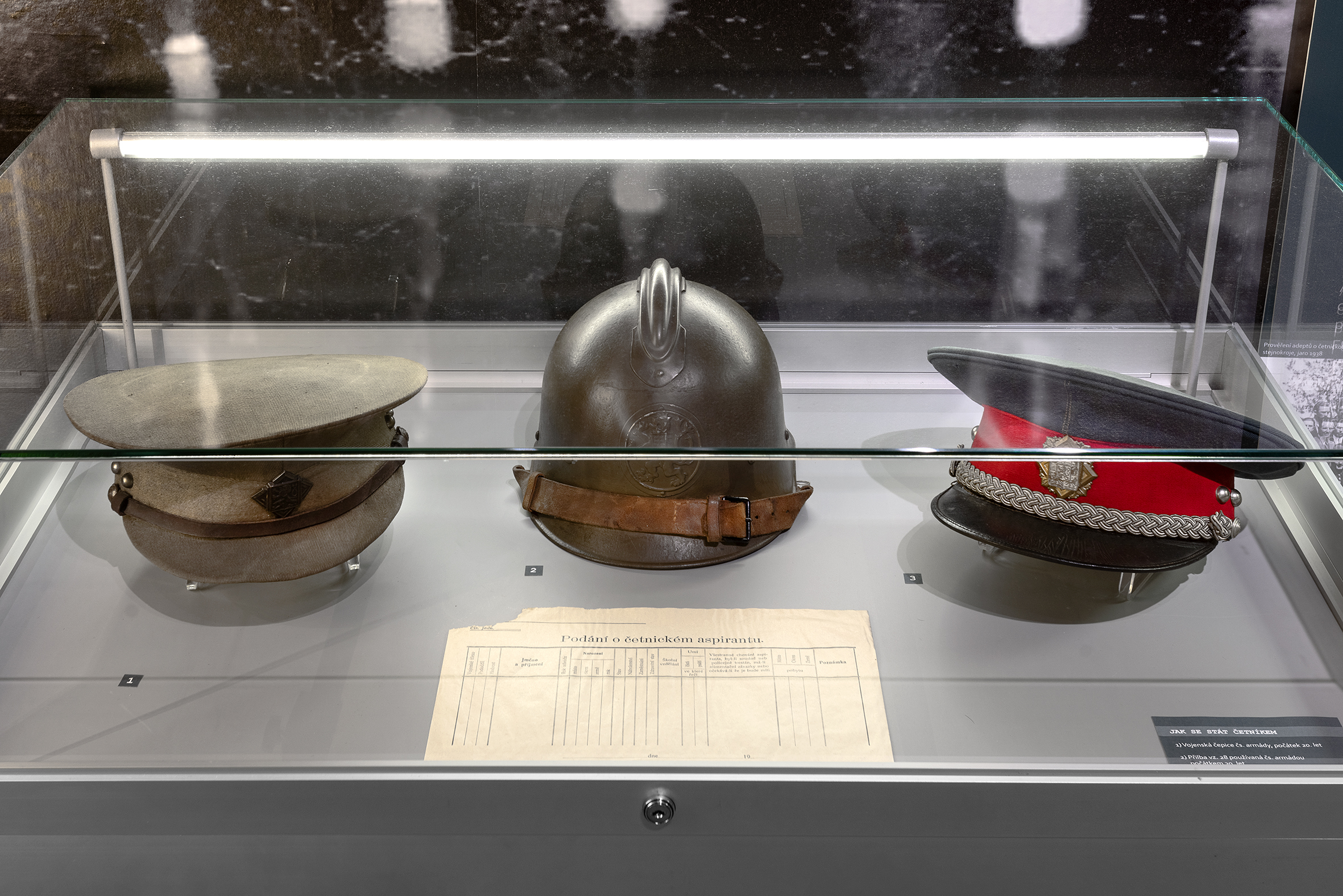
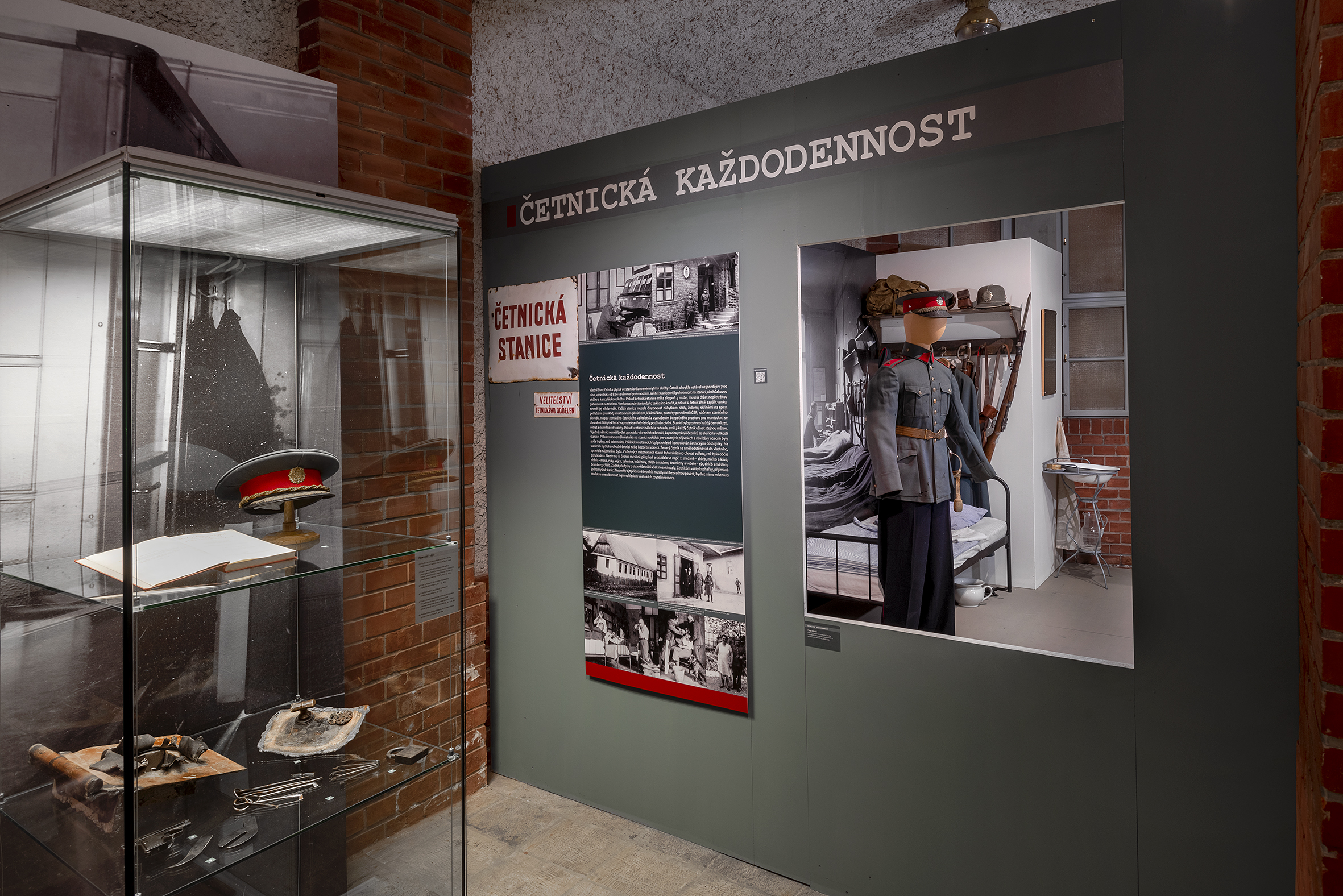
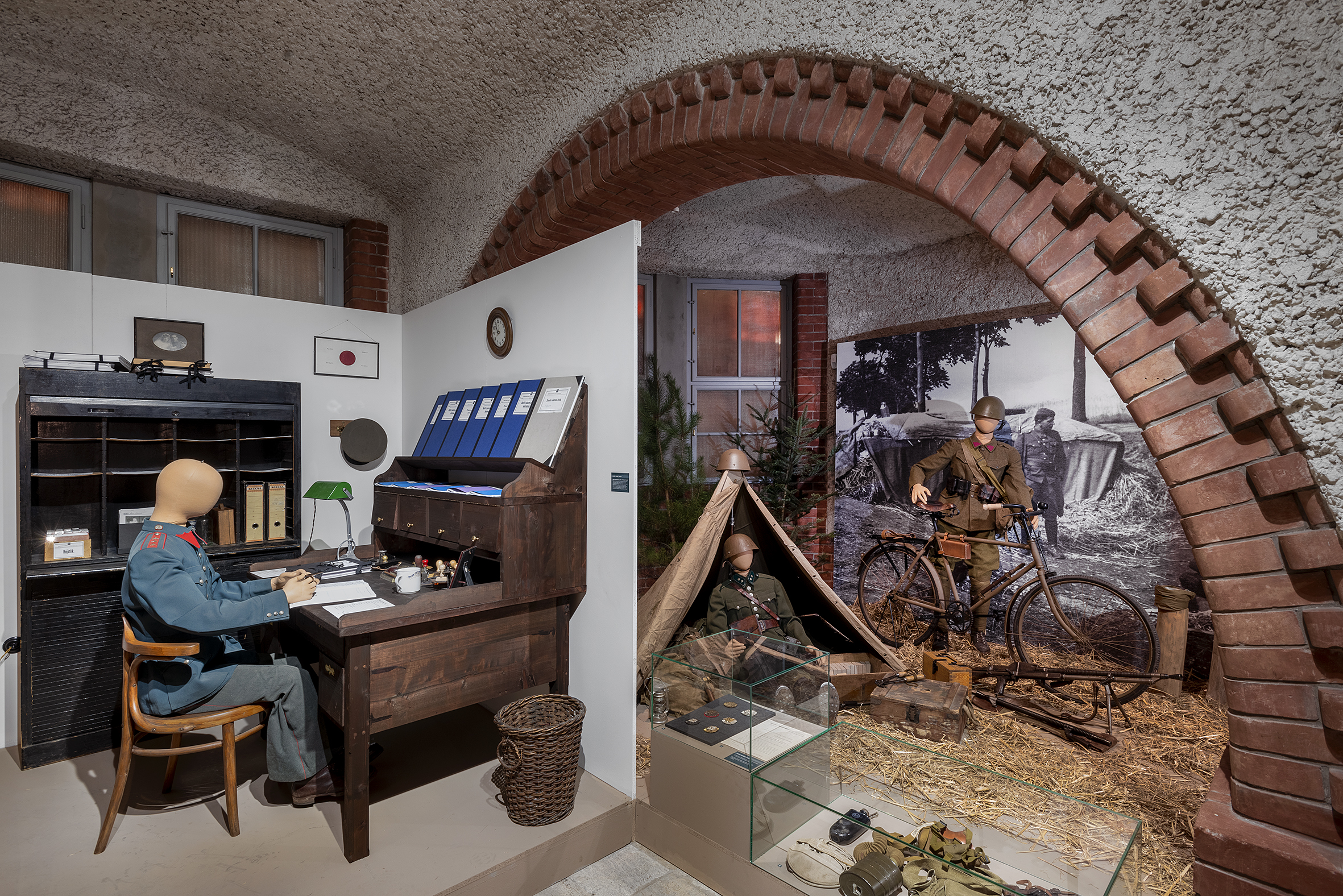